# Kostel svaté Anny (Sedlec)
Kostel svaté Anny v Sedlci u Karlových Varů byl postaven v letech 1738–1747 stavitelem Johannem Schmiedem z Útviny podle zjednodušeného přepracovaného návrhu Kiliána Ignáce Dientzenhofera. Jedná se o rozměrný poutní chrám zasvěcený svaté Anně. Půdorys kostela je obdélníkový, jednolodní s bohatou štukaturou.

## Historie
Kostel sv. Anny v Sedlci je poprvé připomínán v roce 973, kdy bylo zřízeno pražské biskupství. Zachovala se zakládací listina v opise od císaře Jindřicha IV. z roku 1086, která se zmiňuje o župě sedlecké. Už tehdy se Sedlec uvádí jako děkanství s kostelem z roku 900. Původní kostel se nezachoval.
Kolem roku 1290 byl postaven kostel druhý, zděný a z něj je pozůstatek lomené klenby v sakristii.
Na místě, kde kdysi stával gotický kostel, byl postaven kostel třetí, barokní, v letech 1738 – 1747(přesné datum není známo a dokončovací práce probíhaly ještě několik let poté) stavitelem Johannem Schmiedem z Útviny za 1500 fl. a byl vysvěcen Sv. Anně. Udivují velké rozměry kostela, když je známo, že v roce 1750 žilo v Sedlci pouze 250 lidí. Účelem stavitele bylo vytvořit rozměrný poutní chrám, který by pojal všechna procesí, která na sv. Annu do Sedlce přicházela.

## Interiér
Jednolodní stavba je zaklenutá českými plackami, má převážně barokní umělecké zařízení.
hlavní oltář:
- sloupová architektura barokní s vlivem rokoka, od truhláře Tschammerhölla z Ostrova u Karlových Varů (1748)
- sochy od sochaře J. Waitzmanna z Kadaně
- dřevěná milostná soška Sv. Anny Samétřetí s Ježíškem a Pannou Marií, pozdně gotická z konce 15. století, putovaly k ní dary věřících
- nástěnné a nástropní malby od Eliáše Dollhopfa (později přemalované)
- barokní dřevěná mřížka
- barevná okna s vitrážemi, pořídila rodina Gottlů v Innsbrucku

oltářík v presbytáři – kopie obrazu Panny Marie Pomocné Pasovské podle originálu malíře Lukáše Cranacha staršího, uctívána jako poutní (po druhém obležení Vídně roku 1683 byla císařem Leopoldem I. prohlášena za osvoboditelku a patronku celé monarchie
- varhany barokní z roku 1754

## Osobnosti
19. června 1721 navštívila kostel v Sedlci císařovna Alžběta Kristina, manželka císaře Karla VI., která se právě léčila v Karlových Varech se svou čtyřletou dcerou Marií Terezií. A opět znovu v roce 1732 za doprovodu samotného císaře.
Františka Sibyla, markraběnka Sasko-Lauenburská, navštivila kostel dvakrát, poprvé jej roku 1716 obdarovala černou deskou se čtyřmi stříbrnými srdci a podruhé roku 1721 stříbrným relikviářem sv. Anny a sv. Jáchyma. Hraběnka Anna Metternichová, provdaná Multzová z Aše, darovala roku 1726 obraz svaté Anny na hedvábí.  Hraběnka Šliková z Karlových Varů darovala roku 1732 stříbrnou sošku Jezulátka a dvě stříbrná prsa.
V kostele jsou uloženy tělesné pozůstatky Dr. Kašpara Haase, obnovitele sedleckých poutí. Z novější doby existují pamětní zápisy, kde je uvedeno, že u příležitosti tradiční pouti u Sv. Anny v Sedlci kostel v roce 1947 kostel navštívil kardinál Josef Beran, arcibiskup pražský a primas český. V r. 1949 se pouti zúčastnil tehdejší ministr národní obrany a pozdější prezident, armádní generál Ludvík Svoboda.

## Sdružení na záchranu kostela

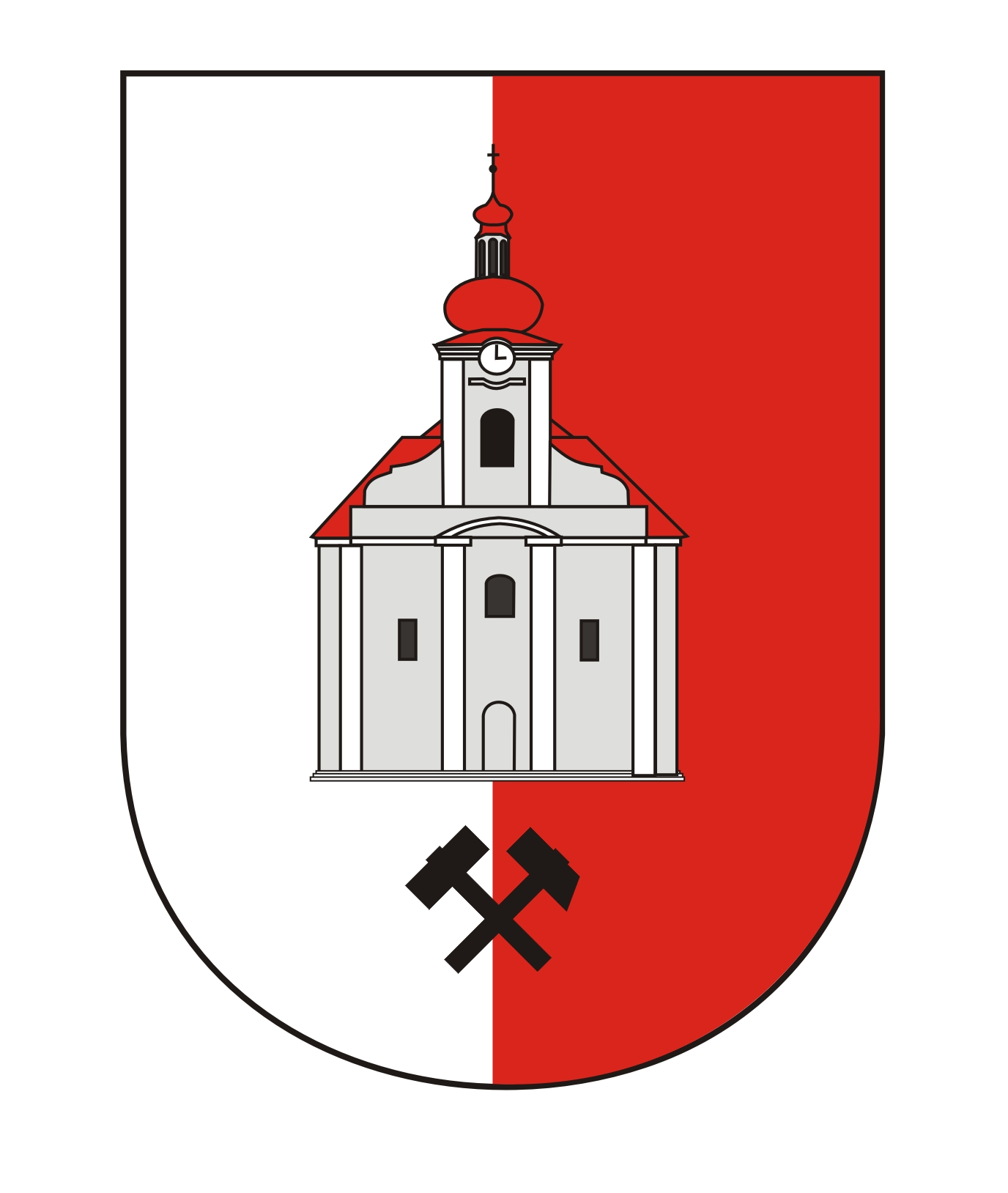
Znak občanského sdružení

Spolek na záchranu kostela sv. Anny v Sedleci vznikl dne 4. 11. 2004 z iniciativy současného předsedy spolku Aloise Kůrky a jeho přátel. Avšak impulsem pro vznik spolku byl již o pár měsíců dříve, 11. září 2004, Den otevřených dveří v sedleckém kostele v rámci Dnů evropského dědictví. Byla to po letech první příležitost seznámit se se stavem této významné kulturní památky Karlovarska. To, co návštěvníky uvnitř čekalo, všechny šokovalo. Propadlé klenby, strop i stěny kostela nasáklé vlhkostí od deště pronikajícího do kostela rozpadající se střechou a vytlučenými okny, všude suť, nánosy holubího trusu a po celém kostele poletovala hejna holubů, hnízdících na každé římse, každém trámu. Nebylo tedy divu, že jakmile se místní občané dozvěděli o vznikajícím sdružení, ihned se do něj začali v hojném počtu hlásit. Hned následující měsíc byly se souhlasem správce farnosti P. Vladimíra Müllera zahájeny první záchranné práce. Přestože většinu prací při záchraně kostela smí vykonávat specializované firmy, najde se dostatek práce i pro členy spolku. Jde především o drobné zednické, zámečnické, truhlářské, natěračské a jiné práce, úklid okolí či pravidelné údržbářské práce. Velké množství času i práce zabere i neustálý úklid kostela, který i přes probíhající opravy musí být vždy připraven na pravidelně se konající koncerty. Na tyto úklidové práce vznikl uvnitř spolku tým 10 žen, které si říkají „Kelišky“. Doposud největší svépomocnou akcí členů spolku bylo vybudování dešťové kanalizace okolo kostela. Hodnota prací, které trvaly 3 roky, byla vyčíslena na 250.000 Kč. K další důležité činnosti spolku patří získávání finančních prostředků na opravy kostela. Spolek oslovuje sponzory z řad karlovarských podnikatelů, jedná se zástupci města i kraje, společně s farností Stará role, která je vlastníkem kostela, podává žádosti o dotace na opravy a vyhledává nové zdroje možných příjmů. Tím posledním významným zdrojem financí se stal Česko-německý fond budoucnosti, jehož pomoc je možná jen díky spolupráci spolku s německými krajany – původními obyvateli Sedlce. Jedním ze zdrojů příjmů je také pořádání veřejných sbírek, které spolek pořádá vždy v rámci oslav svátku sv. Anny a také během Adventu a Vánoc. Avšak zdrojem, který kostel sv. Anny v Sedlci nejvíce zviditelnil, je pravidelné pořádání benefičních koncertů ve prospěch obnovy kostela.
O tom, že činnost spolku má své výsledky, svědčí již pouhý pohled na současný stav kostela. Střecha a krov jsou kompletně opraveny, voda ze střechy odtéká do veřejné kanalizace. Do dálky září nově opravená báň věže se zlacenou makovicí a křížem na jejím vrcholu. Třešničkou na dortu jsou pak znovuzprovozněné věžní hodiny, které po mnoha letech opět ukazují a odbíjejí čas. V interiéru je to pak opravená stropní klenba severní části hlavní lodě kostela, která ještě před pár lety byla samá díra a hrozilo její zřícení, nová elektroinstalace, vybudování sociálního zařízení a v roce 2016 dokončené restaurování štukové výzdoby, výmalby a fresek lodi, kůru a presbytáře kostela. Za svou práci získalo sdružení v r. 2010 v anketě Osobnost Karlovarského kraje ocenění Nezisková organizace desetiletí.